# Hercules Mulligan
Hercules Mulligan (* 25. September 1740; † 4. März 1825) war ein Unterstützer der Amerikanischen Revolution. Er war Schneider, bevor er während der Revolution als Spion diente. Er war außerdem Mitglied der Sons of Liberty.

## Frühes Leben
Hercules Mulligan wurde in Irland geboren. 1746 zog er mit seinen Eltern Hugh Mulligan und Sahra Mulligan nach New York. Mulligan war zu diesem Zeitpunkt 6 Jahre alt. Nachdem er das King’s College abgeschlossen hatte, arbeitete er kurze Zeit als Schreiber für die Firma seines Vaters. Danach eröffnete er eine Schneiderei, in der er oft für Soldaten der britischen Krone arbeitete.
Am 27. Oktober 1773 heiratete er Elizabeth Sanders. Die beiden hatten insgesamt acht Kinder.
Mulligan traf auf Alexander Hamilton, nachdem dieser in New York angekommen war. Mulligan half Hamilton, sich bei der Elizabethtown Academy Grammar School zu bewerben, um sich auf die Princeton University vorzubereiten, wo er auf den angesehenen amerikanischen Revolutionär William Livingston traf. Nachdem Hamilton sich dann jedoch für das King’s College entschied, wohnte er bei Mulligan. Mulligan hatte einen großen Einfluss auf Hamiltons Begeisterung für die Revolution.

## Rolle in der amerikanischen Revolution
Im Jahr 1765 wurde Mulligan eines der ersten Mitglieder der Sons of Liberty. 1770 nahm er an der Battle of Golden Hill teil. Er war außerdem ein Mitglied des Committee of correspondence, eines Netzwerks zur Unterstützung der Unabhängigkeitsbestrebungen. 1775 stahl er mit einigen Verbündeten britische Kanonen. Im Jahr 1776 stürzte er zusammen mit den Sons of Liberty eine Statue von König George III und fertigte aus dem geschmolzenen Metall dieser Statue Kanonenkugeln, die er im Krieg gegen die britische Armee nutzte.
Nachdem Washingtons Armee im Sommer 1776 aus New York auszog, blieb Mulligan dennoch in der Stadt.
Nachdem er für einige Zeit bei Mulligan lebte, übernahm Alexander Hamilton viele seiner politischen Ansichten und sprach sich in einem Essay von 1775 für die Unabhängigkeit aus. Als George Washington nach dem Verlust New Yorks nach einem geeigneten Informanten in der Stadt suchte, schlug Hamilton Mulligan vor, da dieser durch seine Schneiderei viel Kontakt zu Briten hatte. Laut manchen Historikern retteten in der Folge Mulligans Informationen Washington zweimal das Leben.
Mulligans Sklave Cato war ebenfalls Spion und diente als Kurier zur Kontinentalarmee.

## Leben nach der Revolution
Nachdem die britischen Truppen am Ende des Krieges New York geräumt hatten und Washington die Stadt eingezogen war, frühstückte er einen Tag nach dem Evacuation Day mit Mulligan, wodurch der Verdacht möglicher loyalistischer Sympathien ausgeräumt wurde.
Es ist nicht bekannt, was mit Mulligans Sklaven Cato nach der Revolution geschah. Doch am 25. Januar 1785 gründete Mulligan zusammen mit 19 anderen Männern, darunter Alexander Hamilton und John Jay, die New York Manumission Society, um sich für die Abschaffung der Sklaverei einzusetzen.
Nach der Revolution wurde Mulligans Schneiderei sehr erfolgreich. Mulligan begann seinen Ruhestand 1820 und starb 1825 im Alter von 84 Jahren. Mulligan wurde in Sanders Grab hinter der Trinity Church beigesetzt. Als die Kirche vergrößert wurde, wurde das Sanders-Grab bedeckt. Heute befindet sich im südwestlichen Quadranten des Kirchhofs ein Grabstein mit Mulligans Namen.

## Auftritte in Pop-Kultur
In der Serie Turn: Washington Spies kommen Mulligan und Cato in der vierten Staffel vor. Mulligan wird von Kelly AuCoin gespielt.
In dem Musical Hamilton wird Mulligan von Okieriete Onaodowan verkörpert, der ebenfalls James Madison spielt. Mulligan tritt im ersten Akt meist zusammen mit John Laurens und Marquis Lafayette auf. Es wird erwähnt, dass er ein Schneider, Soldat und Spion ist.